# 矽酸銅鋇

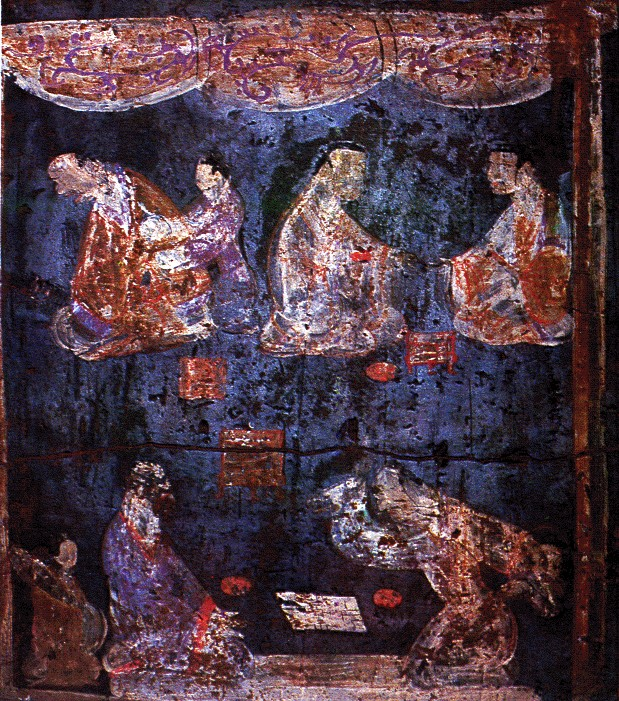
河南洛陽朱村東漢墓彩繪六博壁畫，使用中國紫、藍顏料。

矽酸銅鋇（英語：Barium Copper Silicate），是古代中國西周至漢朝所使用的人工紫、藍色顏料。

## 概要
1983年與1992年，伊莉莎白·菲茨休（E. W. FitzHugh）等在中國出土戰國至漢代彩繪陶器及青铜器、藍紫色八稜柱體上發現，分別命名「漢藍」（Han blue）和「漢紫」（Han purple）。然而已有「中國藍」名稱（原「普魯士藍」別名），故統一命名為「中國藍」（Chinese blue） 、「中國紫」（Chinese purple）；瑞士科學家漢斯·柏克（Heinz Berke）又對近年文物樣品新的藍色成分命名「中國深藍」 （Chinese dark blue）。另外尚有實驗室合成的「中國淺藍」（Chinese light blue）。
矽酸銅鋇製作技術於東漢後亡佚，及至1900年以埃及藍（CaCuSi4O10）製備出來。以往認定人造產物，但在南非北開普省發現中國藍、深藍的天然矽酸銅鋇石。

## 種類

### 中國紫
化学式BaCuSi2O6。最早可見春秋初期的甘肅禮縣出土料珠文物中，中國紫、藍在戰國中晚期被製成八稜柱體，除少部分作墓葬竅塞外，很可能是顏料棒。戰國晚期在甘肅張家川馬家塬墓葬中大量出現，用於料珠著色塗料。秦代用在宮殿壁畫和彩繪陶俑，西漢乃至高峰，東漢晚期逐漸消亡。工業社會前的非天然顏料，只有埃及藍、中國藍和中國紫、瑪雅藍。幾乎所有秦始皇陵兵马俑的顏料都與古代歐洲人提取的天然色料相同，只有中國紫是非天然顏料。

### 中國藍
化學式BaCuSi4O10。1993年在南非北開普省威瑟斯礦場（Wessels Mine）發現其天然矽酸銅鋇石，以維也納大學礦物學暨結晶學者Herta S. Effenberger命名「Effenbergerite」。矽酸銅鋇化合物中，中國藍在結構上最穩定。

### 中國深藍
化學式BaCu2Si2O7。從山東危山西漢墓出土陶器彩繪解析出來，為中國紫附屬產物。2012年同上礦場發現其天然矽酸銅鋇石，以蘋果公司前CEO、現主要贊助RRUFF計畫的Michael Scott命名「Scottyite」。

### 中國淺藍
化學式Ba2CuSi2O7。模擬製備實驗合成產物，並非出土文物解析成分。

## 外部連結
- 中国蓝和中国紫研究 - 秦始皇帝陵博物院 （简体中文）